# Piotr Hatowski
Piotr Hatowski (28 de junio de 1990) es un deportista polaco que compite en taekwondo. Ganó una medalla de bronce en el Campeonato Europeo de Taekwondo de 2016, en la categoría de +87 kg.

## Palmarés internacional
| Campeonato Europeo | Campeonato Europeo | Campeonato Europeo | Campeonato Europeo |
| Año                | Lugar              | Medalla            | Categoría          |
| ------------------ | ------------------ | ------------------ | ------------------ |
| 2016               | Montreux (Suiza)   | Medalla de bronce  | +87 kg             |